# Aeroporto Internazionale Inca Manco Cápac
L'aeroporto Internazionale Inca Manco Cápac (IATA: JUL, ICAO: SPJL), noto come Aeropuerto Internacional Inca Manco Cápac in spagnolo, è un aeroporto ad alta quota che serve la città di Juliaca in Perù, a 32 chilometri a ovest del Lago Titicaca. Le operazioni aeroportuali sono gestite dalla Corporación Peruana de Aeropuertos y Aviación Comercial S.A. (CORPAC), l'ente governativo che sovrintende alla gestione degli aeroporti peruviani. Nonostante sia classificato come internazionale, l'aeroporto non dispone di voli di linea internazionali senza scalo. Ha una delle piste più lunghe dell'America Latina e la più lunga del Perù, superato solo dall'aeroporto di Gavião Peixoto.
L'aeroporto prende il nome dall'Inca Manco Cápac, fondatore della civiltà Inca di Cusco.

## Statistiche
Questo grafico non è disponibile a causa di un problema tecnico.
Si prega di non rimuoverlo.
Vedi la query Wikidata di origine.